# Narinder
Narinder ist ein Vorname in Panjabi. Er leitet sich von dem Namen Narendra ab.

## Bekannte Namensträger
- Narinder Dhami (* 1958), britische Autorin
- Narinder Nath Vohra (* 1936), Gouverneur des indischen Bundesstaates Jammu und Kashmir
- Narinder Singh Kapany (1926–2020), indischer Physiker